# Miłorzębowe

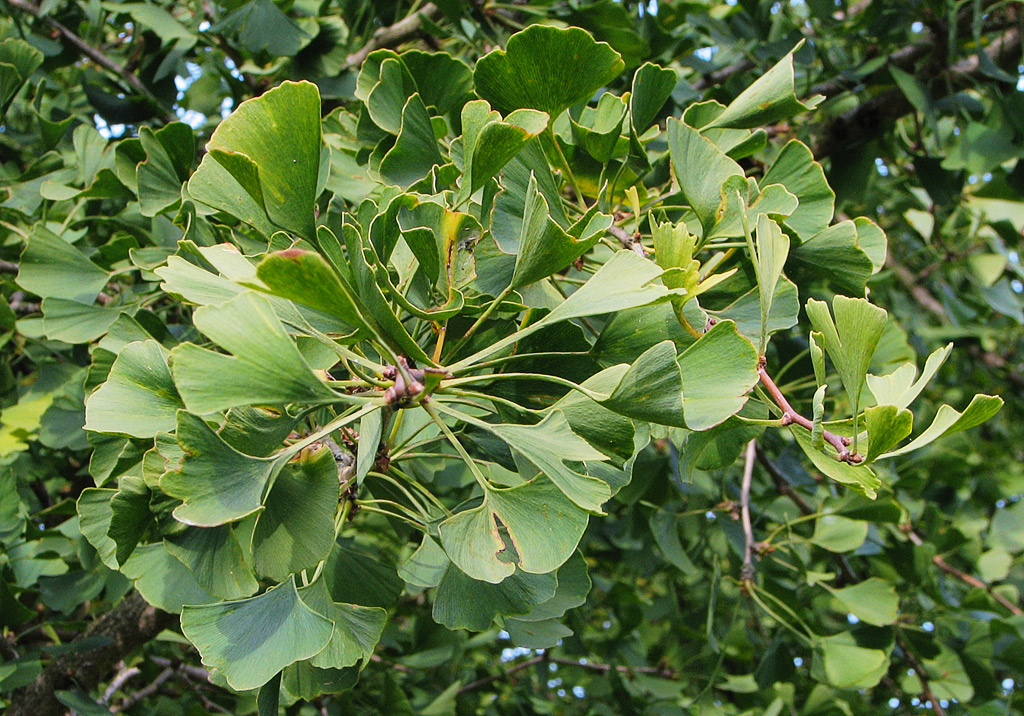
Liście miłorzębu dwuklapowego

Miłorzębowe (Ginkgoopsida Engl., Ginkgopsida) – klasa roślin należąca do nagonasiennych. Kopalni przedstawiciele znani są z licznych skamieniałości, z których najstarsze datowane są od dolnego permu (ok. 280 milionów lat temu). Szczyt rozwoju grupa ta osiągnęła w mezozoiku, kiedy jej przedstawiciele byli bardzo rozpowszechnieni i zróżnicowani. Pod koniec mezozoiku nastąpiło szybkie wymieranie tej grupy, której jedynym reliktem pozostał do czasów współczesnych miłorząb dwuklapowy (Ginkgo biloba).

## Morfologia

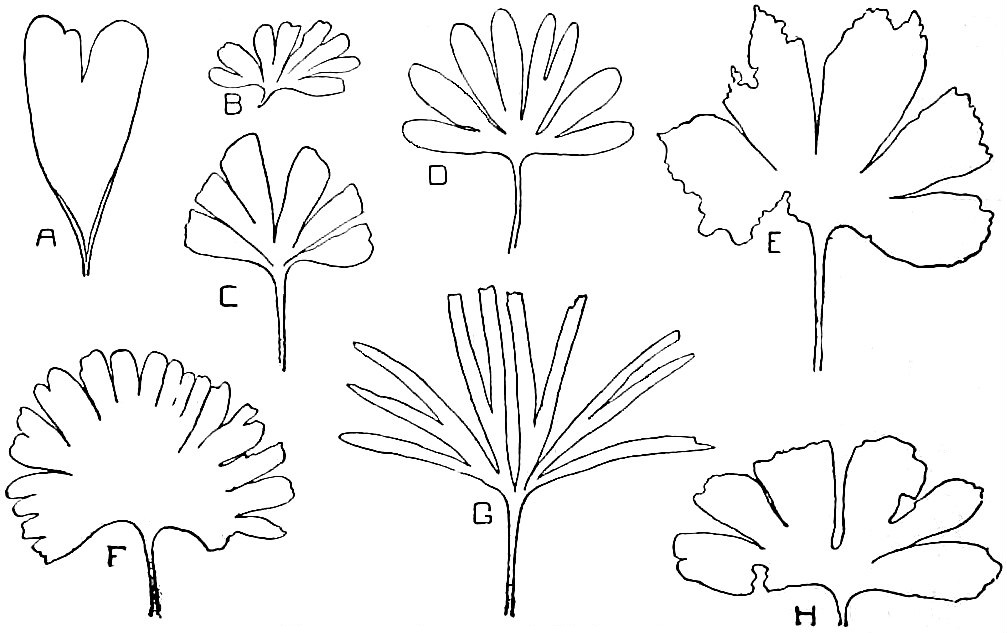
Różne kształty liści przedstawicieli kopalnych

PokrójDuże drzewa o pniu z silnym przyrostem wtórnym, zwykle z wysoko położoną koroną. Pędy zróżnicowane na długopędy i krótkopędy.
LiścieBardzo zmienne i charakterystyczne dla poszczególnych gatunków, aczkolwiek o wyraźnych cechach wspólnych takich jak: użyłkowanie widlaste, otwarte (dychotomicznie rozgałęzione wiązki przewodzące) i aparaty szparkowe zagłębione w tkance liścia i oddzielone od otoczenia włoskami wyrastającymi z otaczających zagłębienie komórek skórki. Liście zwykle osiągają i osiągały do kilku cm długości i miały kształt wachlarzowaty do lancetowatego, całobrzegie lub w różnym stopniu wcinane, czasem głęboko podzielone na odcinki różnej szerokości, w tym nawet włosowato cienkie. Liście wyrastają na krótko- i długopędach i zważywszy na ich wielką ilość w zapisie kopalnym prawdopodobnie były sezonowe, podobnie jak u współczesnego miłorzębu dwuklapowego.
Organy generatywnaRośliny wiatropylne, rozdzielnopłciowe, z zarodniostanami rozgałęzionymi. Mikrosporangia na trzoneczkach zebrane w kotkowate strobile. Zalążki występują parami na trzoneczkowatych makrosporofilach. Ich osłonka (integument) składa się z dwóch warstw. Pod okienkiem zalążka znajduje się komora, której sklepienie podtrzymywane jest przez pasmo tkanki. Do komory tej wciągane są ziarna pyłku w wyniku wysychania kropli wydzielanej przez ośrodek zalążka. Z pyłku wyrasta gametofit (przedrośle) męski wrastający w tkankę ośrodka i tworzy odgałęzienie wnikające do komory rodniowej, na której dnie znajdują się dwie rodnie. Tam wytwarza dwa uwicione plemniki dokonujące zapłodnienia. Rozwijające się nasiono otoczone jest mięśniejącą, zewnętrzną warstwą osłonki.

## Systematyka i pochodzenie
Pozycja systematyczna miłorzębowych pozostaje niejasna ze względu na specyficzność budowy tych roślin, które pod względem cech organów wegetatywnych nawiązują mocno do iglastych, podczas gdy budowa organów generatywnych przypomina tę u sagowców. Także analizy molekularne nie dają jednoznacznych odpowiedzi. Według Ran i in. z 2018 miłorzębowce tworzą wspólny klad z sagowcami, siostrzany względem pozostałych nagonasiennych, podczas gdy np. według Lu i in. z 2014 klad bazalny tworzą tylko sagowcowe, a miłorzębowce oddzieliły się później jako siostrzane pozostałym nagonasiennym.
Najstarsze znane ze skamieniałości rośliny uznawane za przodków miłorzębowych znane są z wczesnego permu i opisane zostały jako rodzaje Trichopitys i Polyspermophyllum. W ich przypadku zarówno budowa wegetatywna, jak i generatywna wykazuje wyraźne podobieństwa do późniejszych przedstawicieli klasy. Z jeszcze wcześniejszego okresu – karbonu – znane są skamieniałości Dicranophyllum moorei, którego liście wykazują też podobieństwo (są dychotomicznie podzielone), ale nieznane są organy generatywne tych roślin, umożliwiające ich bardziej jednoznaczne umieszczenie w systemie.
W obrębie klasy wyróżniany jest zwykle jeden rząd – miłorzębowce Ginkgoales Goroschankin 1904, aczkolwiek Paleobiology Database Fossilworks wymienia poza tym takie rzędy tu przynajmniej w niektórych ujęciach zaliczane jak: Calamopityales, Callistophytales, kajtoniowce Caytoniales, Czekanowskiales, Karkeniales, Leptostrobales, Pentoxylales.
W obrębie rzędu miłorzębowce Ginkgoales wyróżniane są:
Rodzina Ginkgoaceae Engler – miłorzębowate
- Ginkgo L. – miłorząb
- †Ginkgoxylon Khudajberdyev 1962
- †Permophyllum Zalessky 1937
- †Phyllotenia Salfeld 1909
- †Pseudoginkgo Velenovsky and Viniklar 1926

Rodzina: †Pseudotorelliaceae
- †Sphenobaiera Florin 1936

Rodzina †Toretziaceae Stanislavsky 1973
- †Windwardia Florin 1936

Rodzaje Incertae sedis:
- †Baieroxylon Greguss 1961
- †Bavaricutis Roselt and Schneider 1969
- †Caucasia Anisimova 1973
- †Eoginkgoites Bock 1952
- †Eretmophyllum Thomas 1914
- †Euryspatha Prinada 1956